# داش كسن (شاهين دج)
داش‌ كسن هي قرية في مقاطعة شاهين دج، إيران. عدد سكان هذه القرية هو 177 في سنة 2006.